# Tankougounadié (Burkina Faso)
Pour les articles homonymes, voir Tankougounadié.
Tankougounadié est une commune située dans le département de Tankougounadié, dans la province du Yagha, région du Sahel, au Burkina Faso.